# DeFord Bailey
DeFord Bailey (Carthage (Tennessee), 14 december 1899 – Nashville (Tennessee), 2 juli 1982) was een Amerikaanse oldtime-mondharmonicaspeler. Hij telt als wegbereider voor zwarte countrymuzikanten.

## Biografie
DeFord Bailey leed aan dwerggroei door kinderverlamming. Hij leerde banjo, gitaar en mondharmonica spelen van zijn vader en oom. In 1925 werd hij ontdekt door de mondharmonica-speler Dr. Humphrey Bate en deze bracht hem naar de Grand Ole Opry in Nashville. Daar werd hij geprezen als een Harmonica Wizard ('Warlock of the harmonica'), hoewel hij Afro-Amerikaan was. Zijn Pan America Blues, waarin hij een locomotief met de mondharmonica imiteerde, was bijzonder beroemd. In 1927 en 1928 nam hij enkele platen op.
In 1941 kwam het ontslag bij de Grand Ole Opry. Het officiële standpunt van Opry was dat de muzikant werd ontslagen vanwege zijn luiheid. Naar verluidt weigerde hij nieuwe stukken in zijn repertoire op te nemen. Volgens DeFord Bailey en zijn volgelingen waren echter raciale redenen (hij werd pas in zijn latere jaren als mascotte aangekondigd en zijn tijd van optreden werd steeds korter) en DeFords financiële claims (hij verdiende vijf dollar per uitvoering) verantwoordelijk voor de ontslagen. Nadat hij was ontslagen uit de Grand Ole Opry, worstelde DeFord Bailey zich erdoor als schoenpoetser in Nashville. Hij verscheen slechts een paar keer in het openbaar, zoals toen er een special van countrysterren uit de vroege dagen van deze muziek in de Grand Ole Opry was. 
DeFord Bailey wordt beschouwd als een pionier voor zwarte country-muzikanten zoals Charley Pride, Stoney Edwards en O.B. McClinton. Bill Monroe, de vader van bluegrassmuziek, beschouwde DeFord Bailey altijd als zijn grote voorbeeld. Pan American Blues werd in 2007 opgenomen in de Grammy Hall of Fame. In 2005 werd Bailey opgenomen in de Country Music Hall of Fame.

## Overlijden
DeFord Bailey overleed in juli 1982 op 82-jarige leeftijd. Vele oude plattelandssterren, zoals Roy Acuff en Bill Monroe verschenen op zijn begrafenis.

## Discografie
- 1927: Sessie voor Columbia Records in Atlanta: Pan American Blues en Hesitation Blues – beide opnamen werden echter nooit uitgebracht.
- 1927: Brunswick en Vocalion-New York: Pan American Blues, Dixie Flyer Blues, Muscle Shoals Blues, Evening Prayer Blues, Up Country Blues, Old Hen Cackle, Alcoholic Blues, Fox Chase uitgebracht in de 100 Songs of Dixie-serie van Brunswick.
- 1928: Victor in Nashville: van de acht opgenomen nummers werden door Victor slechts Ice Water Blues,  Davidson County Blues en John Henry uitgebracht.
- Tussen 1974 en 1976 autoriseerde Bailey David Morton een groot deel van zijn repertoire op te nemen. De opnamen bevatten zowel mondharmonica alsook gitaaropnamen en werden uitgebracht door de Tennessee Folklore Society.
- 1993: Harp Blowers 1925 - 1936 (11 nummers van DeFord Bailey) Document
- 1998: The Legendary DeFord Bailey: Country Music's First Black Star Tennessee Folklore Society
- 2005: Harmonica Showcase De Ford Bailey and D.H. 'Bert' Bilbro 1927-31 Matchbox MSE-218
- 2007: Best of Blues vol. 1: Harmonica Genius Deford Bailey mp3-download

### Songlijst
- Alberta, Don't Grieve about a Dime
- Alcoholic Blues
- Amazing Grace
- Black Man Blues (gitaar)
- Bunch of Blues
- Bye Bye Blackbird
- Casey Jones
- Comin' 'Round the Mountain (mondharmonica en banjo)
- Cow Cow Blues
- Cry Holy unto the Lord
- Davidson County Blues
- Dixie Flyer Blues
- Early in the Morning
- Evening Prayer Blues
- Every Time I Feel the Spirit
- Fox Chase
- Get Out and Get under the Moon
- Gonna Eat at the Welcome Table Some of These Days
- Good News
- Gotta See Mama Every Night
- Greyhound Blues (gitaar)
- Guitar Blues (gitaar)
- Has the Cat Got the Whoopin' Cough and the Dog Got the Measles
- Hesitation Blues
- Howling Blues (gitaar)
- Ice Water Blues
- I'll Fly Away
- In the Evening
- In the Sweet Bye and Bye
- It Ain't Gonna Rain No More
- John Henry
- Kansas City Blues (I'm Going to Kansas City) (gitaar en mondharmonica)
- Little Sally Gooden
- Lost John (mondharmonica en banjo)
- Muscle Shoals Blues
- My Blue Heaven
- Nashville Blues
- Nice Like That
- Old Hen Cackle
- Old Joe Clark
- Old Time Religion
- Over in the Glory Land
- Pan American Blues"
- A Prayer (gitaar)
- Rattlesnake Blues (gitaar en mondharmonica)
- Sally Long
- Sally Sittin' in a Saucer
- Shake That Thing
- Shoe Shine Boy Blues
- Sitting on Top of the World
- Soup Cow, Come Get Your Nubbins, Eat That One Up and Come Get Another One
- Sweet Marie
- Swing Low, Sweet Chariot
- Up Country Blues
- Way Down upon the Swanee River
- When the Saints Go Marching In
- Whoa, Mule, Whoa
- Wood Street Blues
- The Worry Blues (gitaar)
- Yes, Sir, That's My Baby

- Bibsys: 98065381
- Bibliothèque nationale de France: cb139969405 (data)
- Gemeinsame Normdatei: 119090562
- International Standard Name Identifier: 0000 0000 7859 7151
- Library of Congress Control Number: n90708539
- MusicBrainz: 3784eedb-e099-4abf-808e-9a2a0beedd99
- SNAC: w6bw03m6
- Virtual International Authority File: 209149066575565601776